# Ubetinget vigepligt
Ubetinget vigepligt er en færdselsregel, der bestemmer, at trafikanten skal holde tilbage for trafikken fra både venstre og højre side.
Færdselsloven skelner mellem to vigepligtsregler: Ubetinget vigepligt og højrevigepligt. Der er ikke noget i den danske færdselslov, der hedder betinget vigepligt, venstrevigepligt eller ubetinget højrevigepligt.
Ved ubetinget vigepligt skal man holde (vige) for trafik fra begge sider (uden betingelse af siden), modsat højre vigepligt, hvor man skal holde (vige) tilbage for al trafik fra højre side.
For det meste vil ubetinget vigepligt være angivet med hajtænder og færdselstavlen "ubetinget vigepligt", der er symboliseret ved en hvid trekant med rød kant, der står på spidsen. Bemærk, at dette er den eneste færdselstavle, der vender spidsen nedad, hvilket gør, at man hurtigt kan se, hvilken vej der har vigepligt, også selvom man kun kan se tavlen fra bagsiden.
En del steder er der af den ene eller anden grund ikke mulighed for eller vilje til at male hajtænder og opsætte skilte. Her benyttes andre regler og angivelser til anvisning af ubetinget vigepligt, hvoraf en del er nævnt her:
- Stoplinje og den ottekantede tavle "fuldt stop".
- Krydsning over fortov eller cykelsti.
- Udkørsel fra matrikel (p-plads, tankstation, privat indkørsel, færgeleje m.v.).
- Udkørsel fra klart underordnet vej (eksempelvis fra sti eller markvej til større asfalteret vej).
- Udkørsel fra parkeringsplads.
- Ved jernbaneoverskæring, med eller uden bomme.

Alle de steder, hvor ubetinget vigepligt ikke er anvist med afmærkning eller lignende, gælder altid højre vigepligt (dog lige med undtagelse af vognbaneskift og sammenfletning). Det er typisk tilfældet i villakvarterer, på parkeringspladser og strande. Hvis der ikke findes nogen afmærkning med ubetinget vigepligt i et lyskryds, så gælder der højrevigepligt, hvis lyskrydset ikke virker.

## Historie
I forbindelse med forarbejderne til færdselsloven af 1932, blev det diskuteret om der skulle indføres ubetinget vigepligt, således at trafikken på hovedfærdselsårene kunne slippe for højrevigepligt for trafik fra mindre, tilstødende veje. Men ved behandlingen i Rigsdagen gled dette ud, og højrevigepligt var fortsat gældende. Dette var uholdbart i længden, og med ”Bekendtgørelse om Hovedfærdselsaarer” fra 1937 introduceredes begrebet ”hovedveje” defineret i henhold til færdselsloven. Denne hovedvejsordning fastlagde en række hovedfærdselsårer, hvor kørende fra sideveje skulle have ubetinget vigepligt for kørende på de veje, der var blevet udlagt som ”hovedveje”. Fra begyndelsen fulgte særlige hovedvejsskilte med, bl.a. den velkendte trekant på højkant med hvid bund og rød ramme. Samtidig gennemførte man den første hovedvejsnummerering i Danmark.
Med færdselsloven af 1955 blev beskrevet tre forskellige vigepligtsregler: 1) Ubetinget vigepligt, som skulle gælde, når vigepligten var meddelt ved skiltning (på veje udlagt som hovedvej måtte anvendes den velkendte trekant på højkant, de andre veje måtte bruge en særlig stoptavle), eller ved udkørsel fra markvej, ejendom eller grundstykke, parkeringsplads eller holdeplads, eller ved udkørsel over fortov eller cykelsti. 2) Særlig vigepligt, der var færdselslovens mest uklare regel, da den fordrede et betydeligt skøn fra trafikanterne. Den trådte i kraft ved kørsel fra en vej med ringe færdsel ind på eller over en åbenbart mere betydende vej, på den måde, at færdslen på den større vej skulle tage tilbørligt hensyn og lade sidevejsfærdslen slippe igennem. 3) Højrevigepligt, eller almindelig højrevigepligt, som skulle gælde alle steder, hvor andet ikke var tilkendegivet.
Med en ændring af færdselsloven i august 1975, blev antallet af vigepligtsformer reduceret til to, nemlig almindelig højrevigepligt og ubetinget vigepligt. De videreførtes i færdselsloven af 1976, som er den nugældende færdselslov med ændringer. Afmærkning af ubetinget vigepligt skulle fremover ske med skilte påmonteret den velkendte trekant på højkant og/eller hvide trekanter på kørebanen, de såkaldte ”hajtænder”, der introduceredes i 1975.
Højrevigepligten i danske rundkørsler blev i 1976 ændret til ubetinget vigepligt.